# Priapella intermedia
Priapella intermedia es una especie de peces de la familia de los pecílidos en el
orden de los ciprinodontiformes.

## Morfología
Los machos pueden alcanzar los 5 cm de longitud total y las hembras los 7 cm.

## Distribución geográfica
Se encuentran en Norteamérica: México.